# 尋人
尋人，是搜尋失去聯絡的故人、朋友、親戚、舊情人等，期望家庭團聚，例如庾文翰之類的個案。
尋人有如尋找失物般，時間越久則尋回機率隨時間降低，又或者不經意地又相遇，有如文藝小說的情節。
台灣民眾的尋人理由，不外乎以下幾種：
1. 債務尋人，債務人常常會遠走他鄉躲債，造成債權人必須想辦法把對方找出來要錢
2. 民事提告，要提告必須有明確對象，無論是姓名找地址；或是地址確定姓名，必要時還需要「人肉搜索」。
3. 尋親尋友，包含失散多年的親人；或是許久沒聯絡的朋友。
4. 失蹤人口，包含走失老人以及被誘拐的孩童。
5. 逃逸外勞，因為逃逸外勞要三個月才會補，對於原雇主而言相當困擾。如果能找到當然是最好不過。
6. 刑案通緝，通常是司法單位才有相關權限與資料。
7. 詐騙追查，被對方騙錢，希望找到對方討公道。

所以台灣民眾在「尋人」上的需求，其實並不小。

## 尋人單位
在台灣，尋人的單位有警察局、戶政事務所、地下錢莊、黑社會、徵信社、移民署、法院、紅十字會...等等，甚至部份綜藝節目偶爾也會充當「私家偵探」尋人。

## 尋人達人
1. 王閔南-臺灣知名警員，長期協尋失蹤人口，被新聞媒體譽為尋人高手，現任新北市政府警察局板橋分局防治組組員。[1]
2. 蔡淑女-臺灣知名警員，長期協尋失蹤人口，讓許多無名屍能夠確認身分，入土為安。榮獲「終身貢獻獎」。[2]
3. 洪佳碩-臺灣知名警員，台中市警察局第二分局永興派出所的「尋獲達人」，擁有敏銳的眼力。[3]
4. 黃鴻章-臺灣知名警員，嘉義市警局第一分局八掌派出所警員，每年至少尋獲10位以上的失蹤人口。[4]

## 相關
- 汶川大地震
- 馬來西亞航空370號班機事故
- 六度分離理論︰相關理論可協助尋人。成功例子如2021年TVB節目《尋人記》第一集。該集講述方東昇透過他同事、早年居住觀塘坪石邨的區國強的妹妹的幫助，成功尋回1986年「新聞透視」訪問過的小女孩馬倩儀。

## 內部參考
- 尋人啟事
- 尋人查址
- 徵信社尋人
- 人間蒸發
- 失蹤者